# 윈도우 애니타임 업그레이드
윈도우 애니타임 업그레이드(Windows Anytime Upgrade, WAU)는 마이크로소프트사와 허가 받은 판매자들이 제공하는 업그레이드 방식이며 윈도우 비스타나 윈도우 7 에디션을 업그레이드하고 싶은 사용자들이 이용할 수 있다. 윈도우 7 버전의 윈도우 애니타임 업그레이드는 수많은 개선 사항이 도입되었는데, 업그레이드 시간이 약 10분으로 눈에 띄게 줄어들었으며 업그레이드 라이선스 키는 리테일로 구매할 수 있다. 윈도우 애니타임 업그레이드 DVD 구매는 윈도우 비스타에만 해당한다.
윈도우 비스타 애니타임 업그레이드는 윈도우 재설치에 상당한 시간이 걸리고 설치 에디션과 같은 서비스 팩이 담긴 윈도우 비스타 DVD 원본을 요구하였다. 윈도우 7 애니타임 업그레이드는 물리 매체를 요구하지 않으며 시스템에 설치된 구성 요소 기반 서비스 (CBS) 스토어로부터 윈도우 7 에디션의 특별한 구성 요소를 설치한다.
윈도우 비스타용 윈도우 애니타임 업그레이드는 미국, 캐나다, 유럽, 중동, 아프리카, 일본, 대한민국에서 이용할 수 있으며 뉴질랜드, 남아프리카와 같은 다른 나라의 윈도우 사용자들은 이 서비스에 접근할 수 없다.

## 같이 보기
- 윈도우 비스타 에디션
- 윈도우 얼티밋 엑스트라
- 윈도우 7 에디션